# 新店站 (新北市)
新店站，副站名碧潭，位於台灣新北市新店區，為台北捷運松山新店線（新店線）的捷運車站。臺灣鐵路管理局新店線亦曾於附近設有新店車站。

## 車站概要
車站位於北宜路西側，與北新路的銜接處南側，車站編號為G01。站名取自現有地名「新店」，該地臨近著名的碧潭風景區。另外為了與鄰近之新店區公所站作區別，當地民眾經常根據台汽客運站時代的舊名以「新店總站」稱呼之。
新店站的官方英文名稱為Xindian Station，並加上緊鄰一旁的風景區「碧潭」（Bitan）作為副站名，其中「新店」兩字採漢語拼音方式拼寫為「Xindian」。但在2003年之前，車站的官方英文名原本是使用威妥瑪拼音而拼寫為「Hsintien」。
以頗具歷史的吊橋作為主要地標的碧潭風景區，即位於車站西南邊不遠處的新店溪畔；南邊的新店路與碧潭市場一帶則有許多攤商與小吃店。

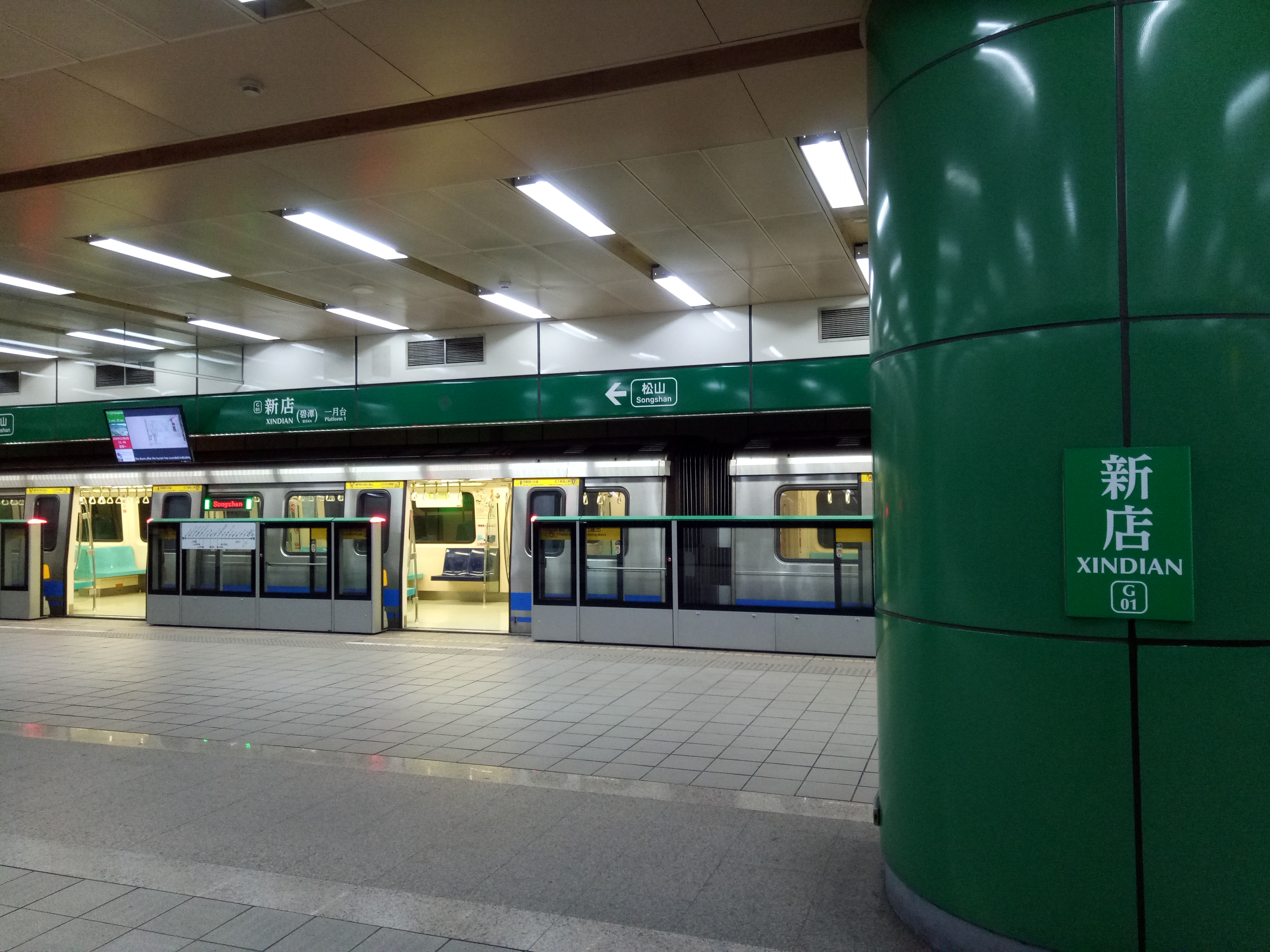
月台

新店站建有共構的聯合開發住宅「碧潭有約」。

## 車站構造
地下一層車站，一個島式月台，一個出入口，本站設有半高式月台門。

### 車站樓層
| 地面                   | 大廳層                                      | 出入口、車站大廳、 詢問處、自動售票機、驗票閘門 洗手間（站體北側付費區內） |
| 地下 一樓              |                                             |                                                                            |
| 一月台                 | ← 松山新店線 往松山方向（G02 新店區公所站） |                                                                            |
| 島式月台，左／右側開門 |                                             |                                                                            |
| 二月台                 | ← 松山新店線 往松山方向（G02 新店區公所站） |                                                                            |

### 車站出口
出口位於車站北端，設有無障礙電梯，其上方有共構大樓。
| 出入口                             | 圖片                 | 位置                                                      |
| ---------------------------------- | -------------------- | --------------------------------------------------------- |
| 單一出入口 · 設有電梯 · 設有手扶梯 | 本站僅此單一車站出口 | 北宜路、碧潭風景區 (此出口設有捷運共構住宅大樓、碧潭廣場) |
| 註： 設有電梯 \| 設有手扶梯        |                      |                                                           |

## 歷史

### 臺北鐵道新店驛
- 1921年3月24日：隨著新店線鐵路「公館－新店」段正式通車而啟用，當時稱為新店驛（日语：／ Shinten－ ?）。[4]
- 1931年8月1日：新店線鐵路自本站延伸通車至郡役所前車站（當時稱為「郡役所前乘降場」）。

### 臺鐵新店車站
- 戰後新店線鐵路由臺鐵接手經營；本站至郡役所車站段亦廢止。
- 1965年3月24日：隨著臺鐵新店線停駛而廢止。

### 台北捷運新店站
- 1999年11月11日：隨著捷運新店線「古亭－新店」段正式通車而啟用（通車後即與淡水線直通運行，營運模式為「淡水－新店」）[5]（p. 328）。
- 2003年：配合台北市政府改採漢語拼音為主要譯名標準的新政策，站名的官方英譯由原本威妥瑪拼音的Hsintien Station改為Xindian Station。[6]
- 2014年4月8日：台北市政府公布松山線通車後的營運模式，松山線將與小南門線、新店線直通運行，新店線不再與淡水線直通運行。屆時運行15年的「淡水－新店」列車將正式走入歷史，改採原定之「新店－松山」營運模式。
- 2014年11月14日：伴隨松山線通車，於24:00與淡水站對開「淡水—新店」最後列車，台北捷運長達15年的跨線營運模式正式畫下休止符。
- 2014年11月15日：隨松山新店線全線貫通，列車營運路線調整為「新店─松山」，本站發出的列車透過原小南門線開往松山站[5]（p. 228）。
- 2016年9月：捷運新店站在13日遭受莫蘭蒂颱風侵襲後[7]，接著27日又遇上梅姬颱風，終導致站內天花板被掀落，售票機遭毀損的狀況，但經應急處理後，仍在第二天照常營運[8]。

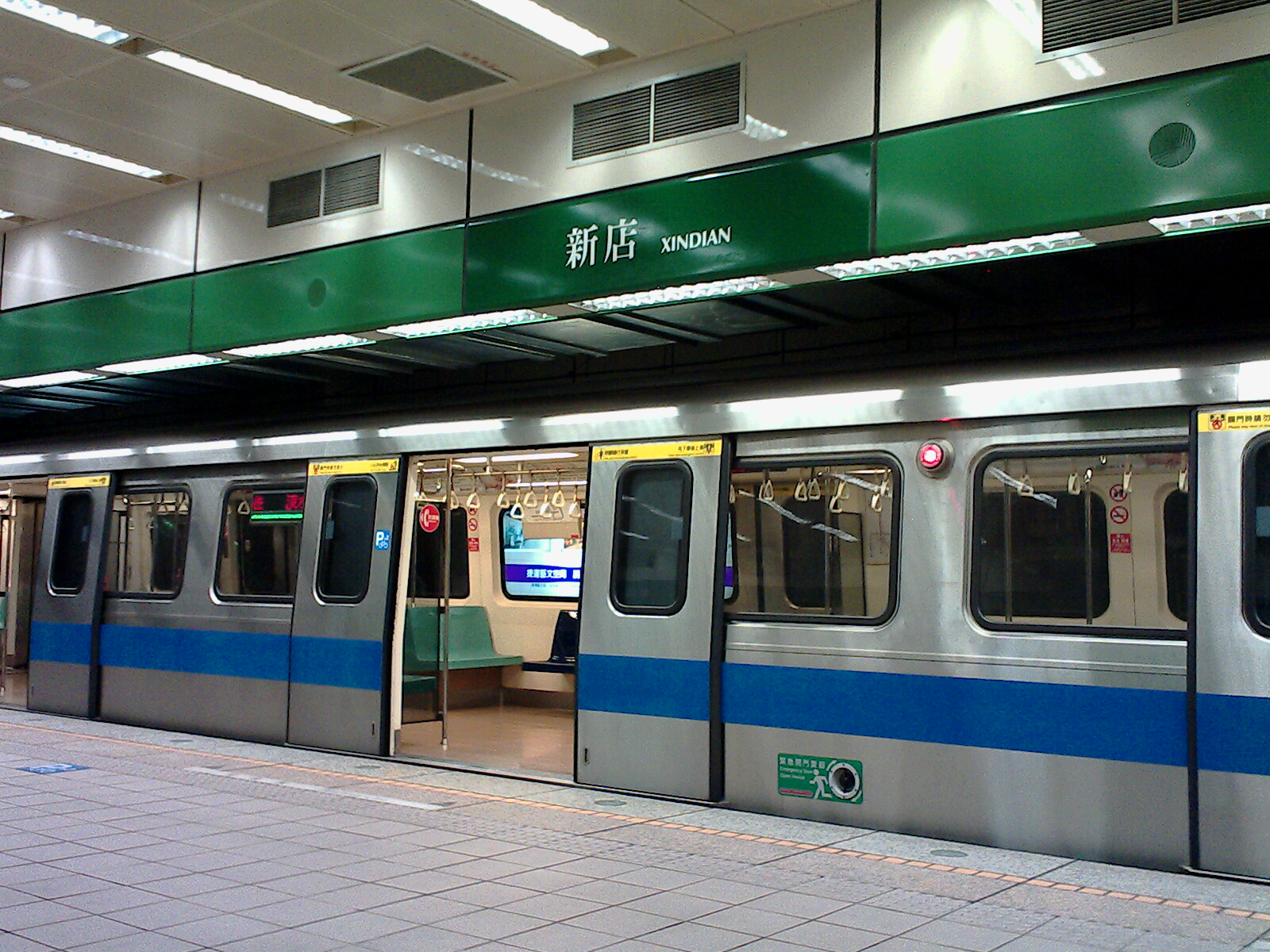
2014年11月14日前在新店站的往淡水的C301型列車

- 2018年2月3日：半高式月台門正式啟用。

## 利用狀況
根據2024年12月資料，本站每日旅運量約為23,446人，在台北捷運各站中排行第73名。
| 1999                                                         | 338,205                                                      | 335,432   | 673,637   | [ 9 ] | 6,631    | 6,577    | 13,209   |
| 2000                                                         | 2,550,517                                                    | 2,403,659 | 4,954,176 | [ 9 ] | 6,969    | 6,567    | 13,536   |
| 2001                                                         | 2,801,356                                                    | 2,592,128 | 5,393,484 | [ 9 ] | [ 註 2 ] | [ 註 2 ] | [ 註 2 ] |
| 2002                                                         | 3,071,021                                                    | 2,777,262 | 5,848,283 | [ 9 ] | 8,414    | 7,609    | 16,023   |
| 2003                                                         | 2,985,888                                                    | 2,691,374 | 5,677,262 | [ 9 ] | 8,181    | 7,374    | 15,554   |
| 2004                                                         | 3,212,412                                                    | 2,953,884 | 6,166,296 | [ 9 ] | 8,777    | 8,071    | 16,848   |
| 2005                                                         | 3,145,535                                                    | 2,954,634 | 6,100,169 | [ 9 ] | 8,618    | 8,095    | 16,713   |
| 2006                                                         | 3,147,222                                                    | 2,930,965 | 6,078,187 | [ 9 ] | 8,623    | 8,030    | 16,653   |
| 2007                                                         | 3,208,306                                                    | 2,976,111 | 6,184,417 | [ 9 ] | 8,790    | 8,154    | 16,944   |
| 2008                                                         | 3,299,720                                                    | 3,037,975 | 6,337,695 | [ 9 ] | 9,016    | 8,300    | 17,316   |
| 2009                                                         | 3,475,315                                                    | 3,205,952 | 6,681,267 | [ 9 ] | 9,521    | 8,783    | 18,305   |
| 2010                                                         | 3,631,261                                                    | 3,345,793 | 6,977,054 | [ 9 ] | 9,949    | 9,167    | 19,115   |
| 2011                                                         | 3,725,406                                                    | 3,395,263 | 7,120,669 | [ 9 ] | 10,207   | 9,302    | 19,509   |
| 2012                                                         | 3,948,309                                                    | 3,613,455 | 7,561,764 | [ 9 ] | 10,788   | 9,873    | 20,661   |
| 2013                                                         | 4,072,915                                                    | 3,709,965 | 7,782,880 | [ 9 ] | 11,159   | 10,164   | 21,323   |
| 2014                                                         | 4,188,001                                                    | 3,813,559 | 8,001,560 | [ 9 ] | 11,474   | 10,408   | 21,922   |
| 2015                                                         | 4,322,178                                                    | 3,864,465 | 8,186,643 | [ 9 ] | 11,842   | 10,588   | 22,429   |
| 2016                                                         | 4,426,834                                                    | 3,966,201 | 8,393,035 | [ 9 ] | 12,095   | 10,837   | 22,932   |
| 2017                                                         | 4,530,513                                                    | 4,049,861 | 8,580,374 | [ 9 ] | 12,412   | 11,096   | 23,508   |
| 2018                                                         | 4,725,986                                                    | 4,189,326 | 8,915,312 | [ 9 ] | 12,948   | 11,478   | 24,426   |
| 2019                                                         | 4,924,815                                                    | 4,334,631 | 9,259,446 | [ 9 ] | 13,493   | 11,876   | 25,368   |
| 2020                                                         | 4,450,265                                                    | 3,903,635 | 8,353,900 | [ 9 ] | 12,159   | 10,666   | 22,825   |
| 由于已知的技术原因，图表暂时不可用。带来不便，我们深表歉意。 |                                                              |           |           |       |          |          |          |
|                                                              | 由于已知的技术原因，图表暂时不可用。带来不便，我们深表歉意。 |           |           |       |          |          |          |

## 公共藝術
|  | 我們努力探索過去、現在與未來的關係。 與天相對的是地，天地之間所產生的萬物之一是人。 人從太古以來就盡情的接受天地的恩惠，或者又被無情的力量控制，懷著對無法與之抗爭的強大力量的畏懼生存著。 但是在20世紀即將結束的現在，人類的經營隨心所欲、任意妄為，在不知何時已到了自我滅亡的程度。 在迎接21世紀到來的今天，這件公共藝術就是連繫天、地、人，傳達一個天地萬物與人類和諧共存的訊息。 |

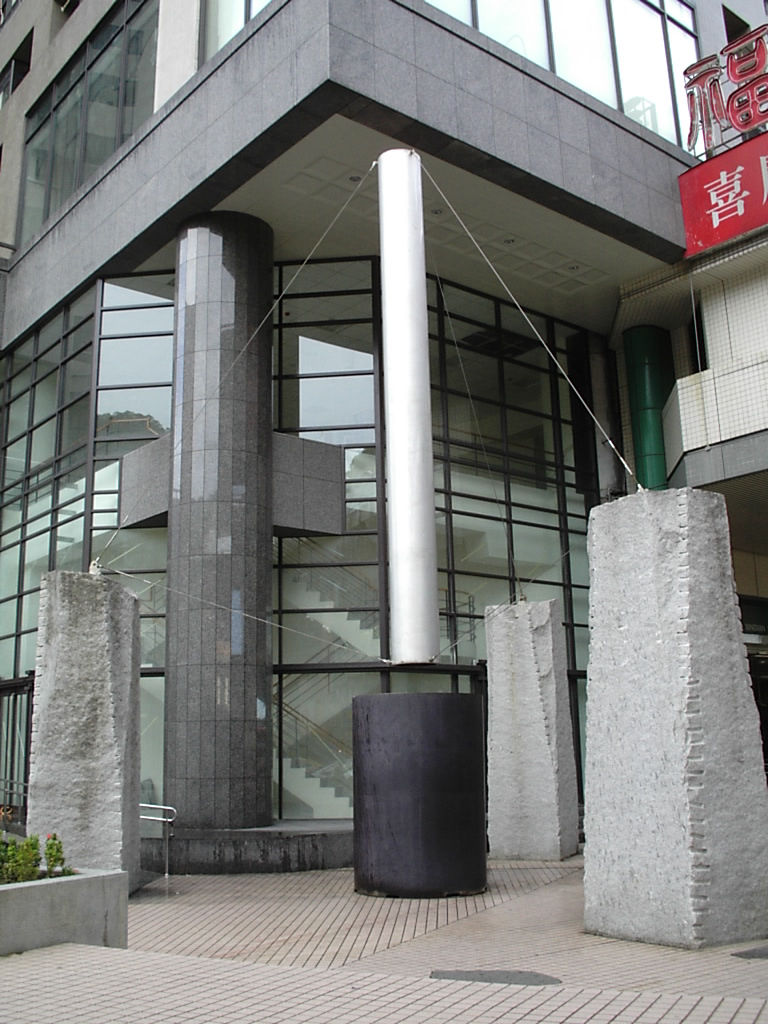
位在車站共構住宅大樓一角，由日籍雕塑家田邊武所創作的公共藝術《邂逅（天、地、人）》

車站出入口廣場設有兩組由日籍雕塑家田邊武所創作的公共藝術作品——《邂逅（天、地、人）》。兩作品中一組為自然石十二塊；另一組為石柱三座、石板十二塊、鋁製燈柱一座。

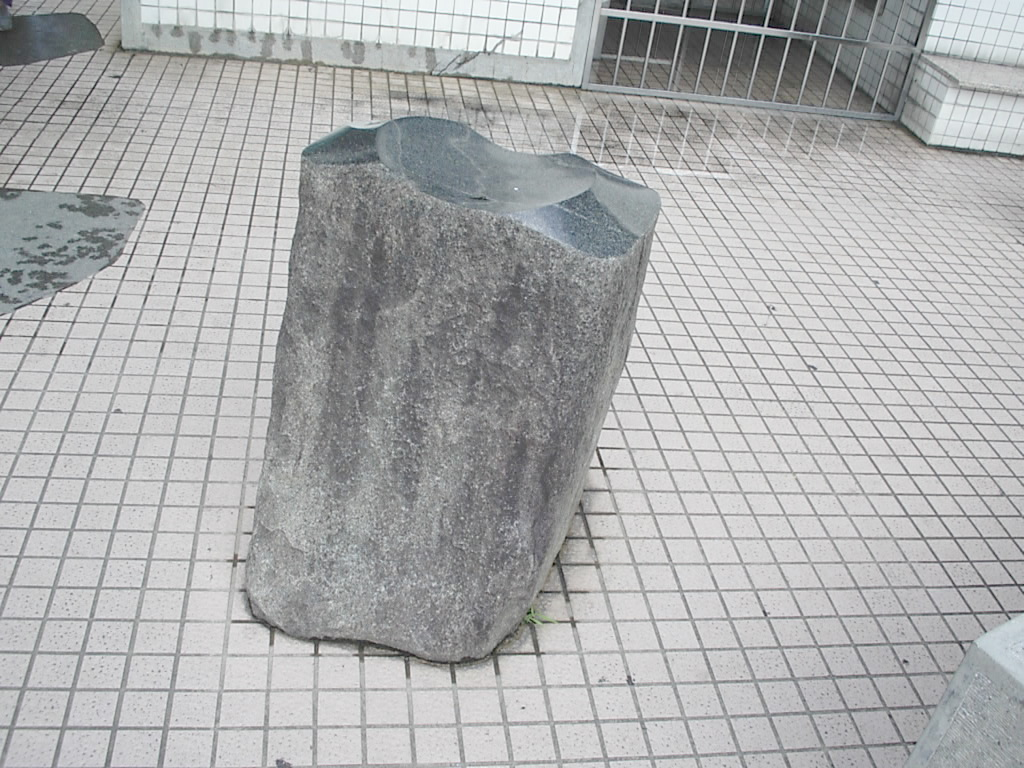
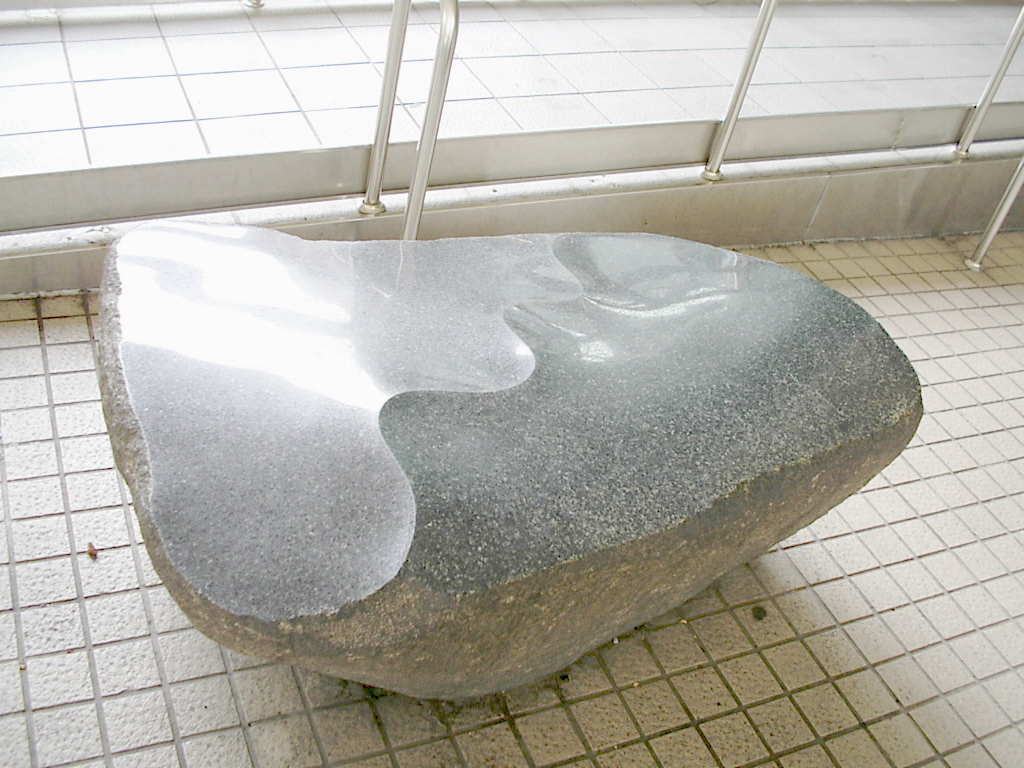
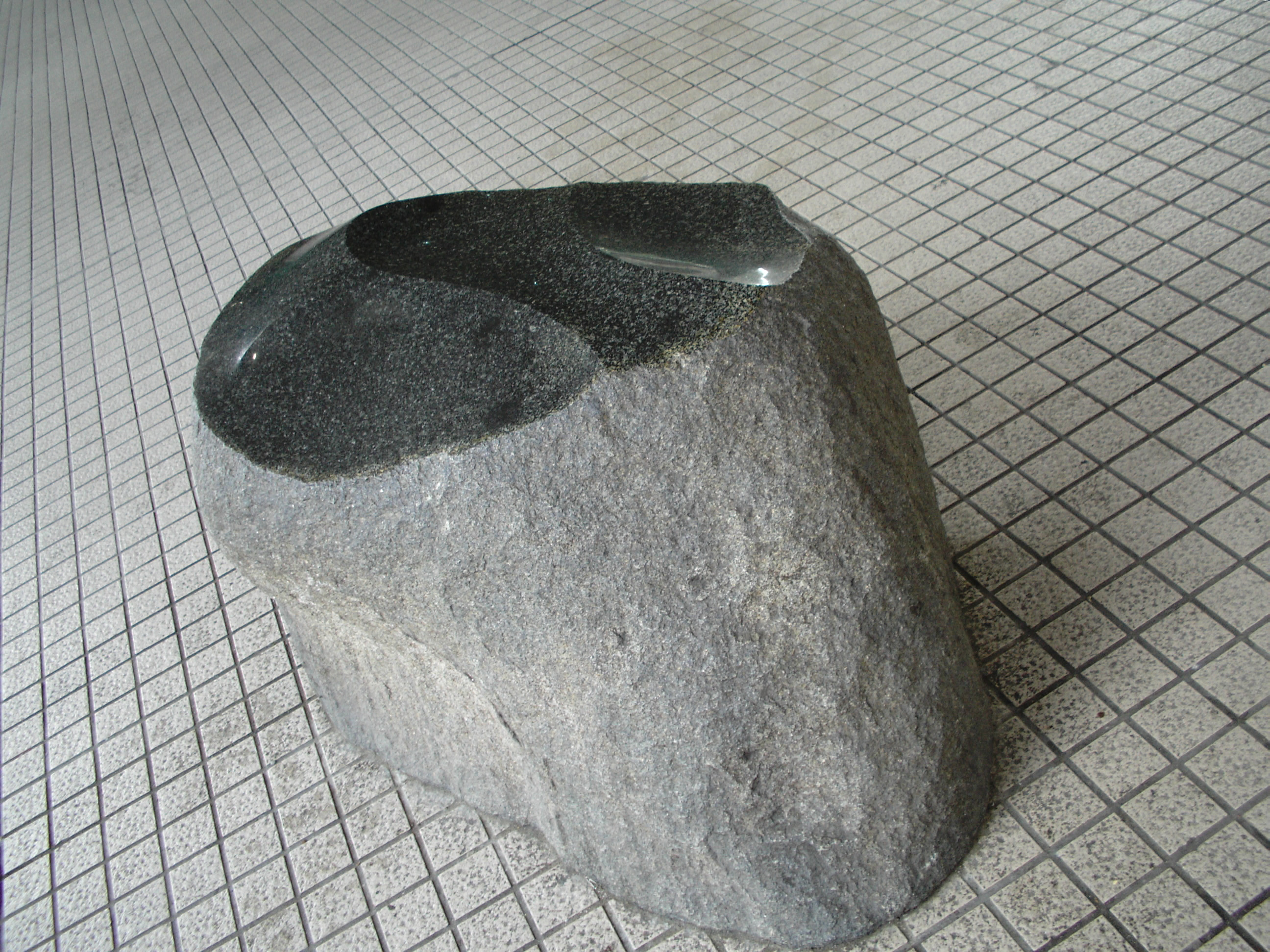
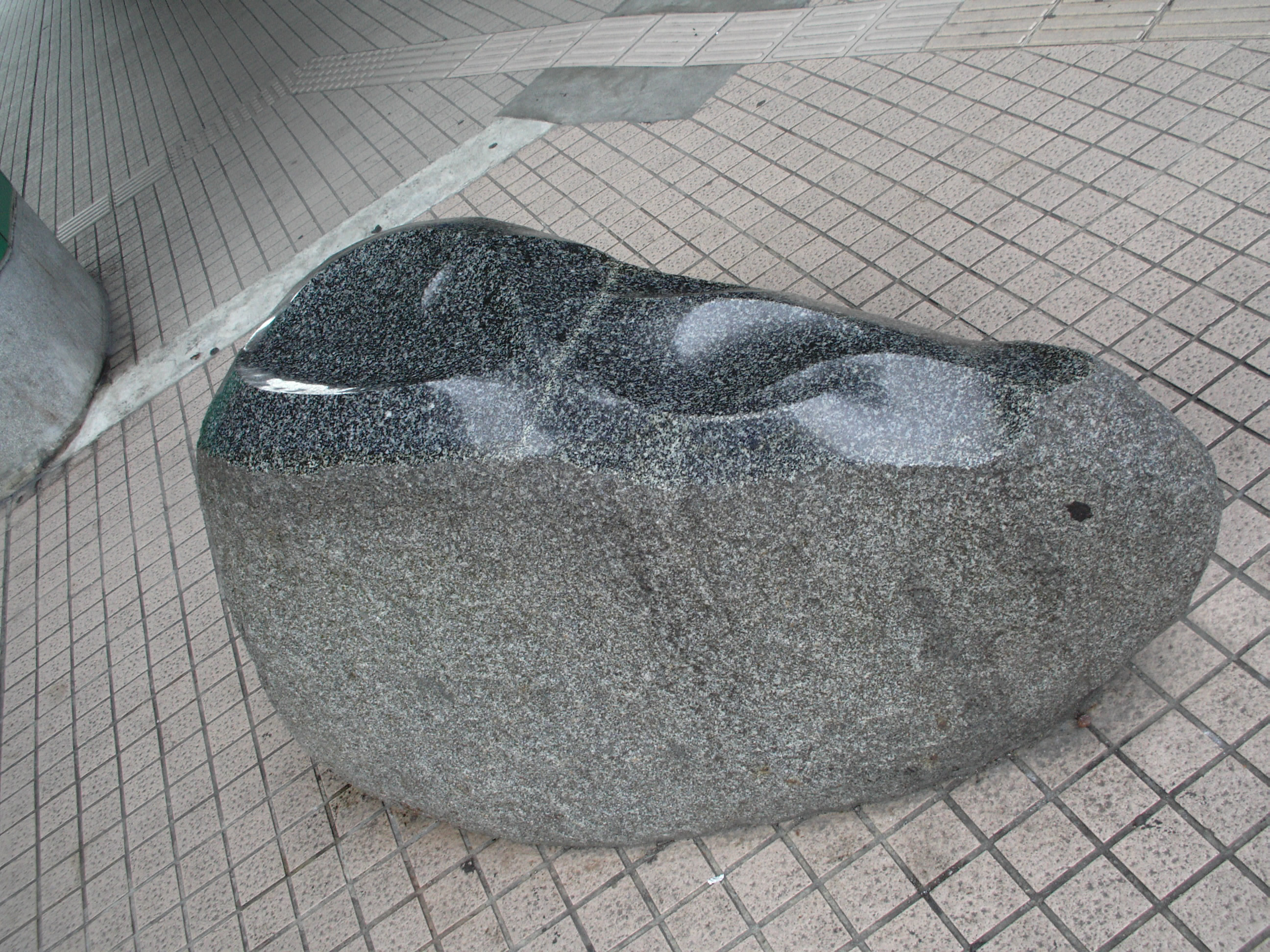

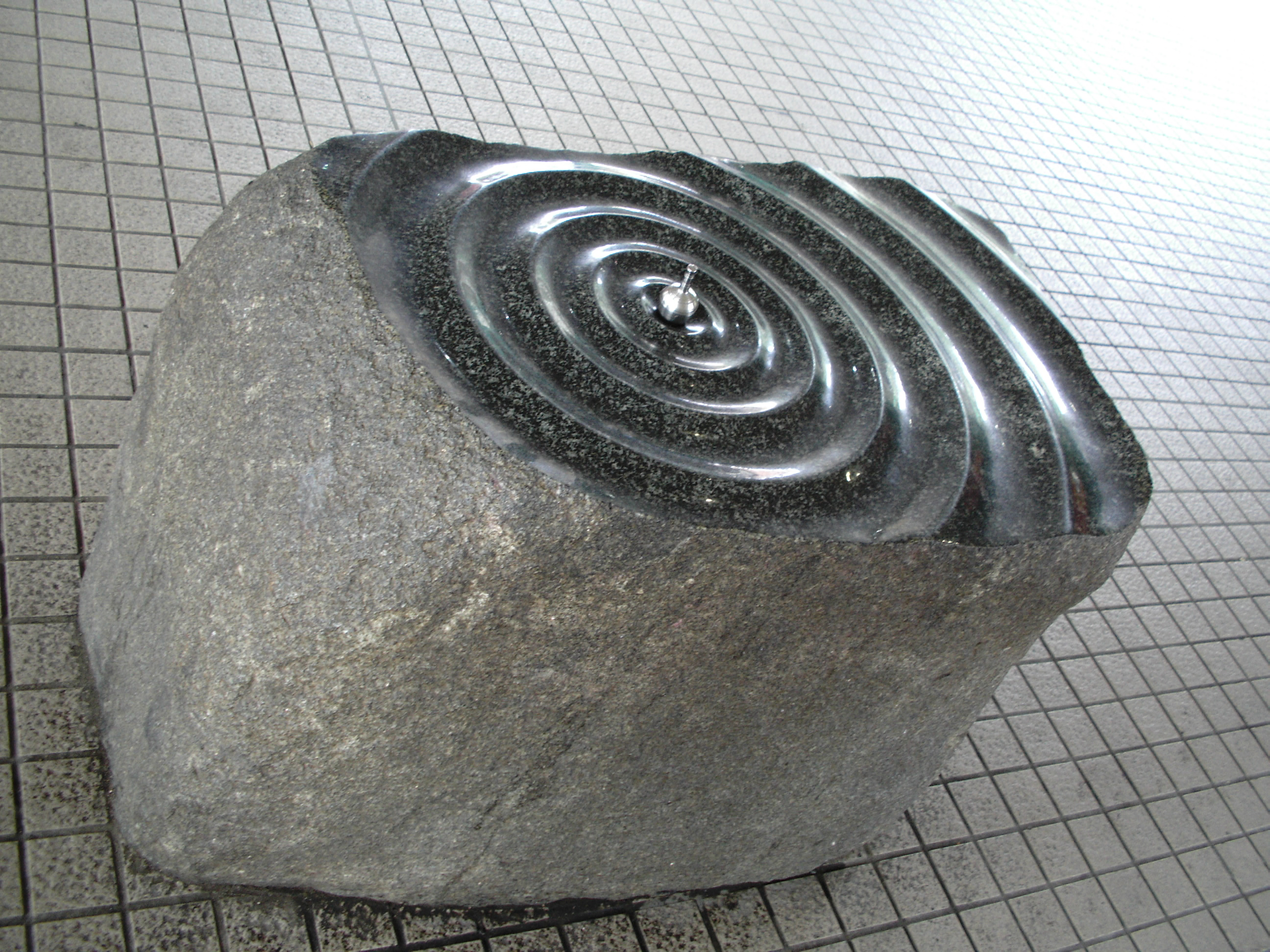
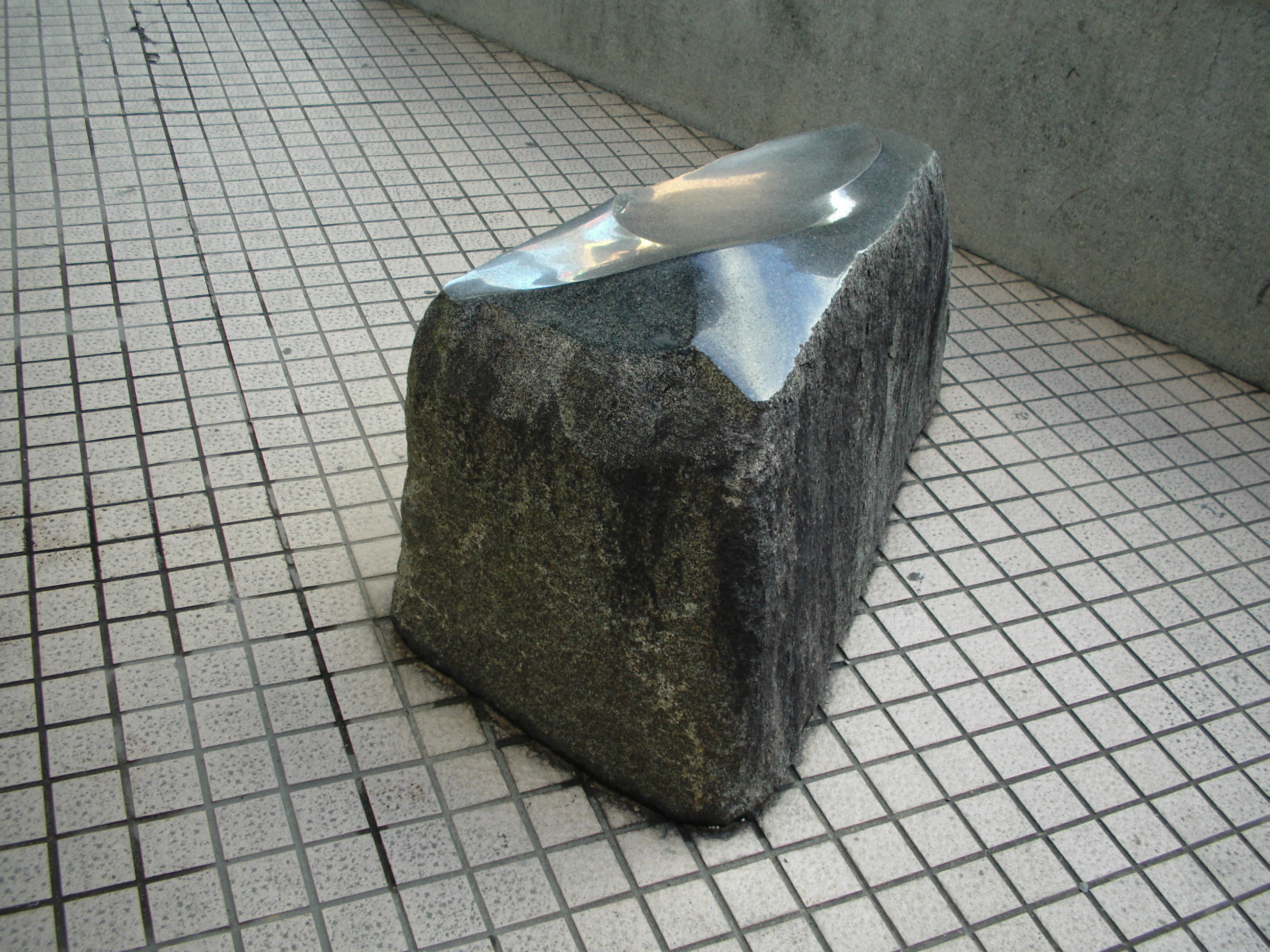
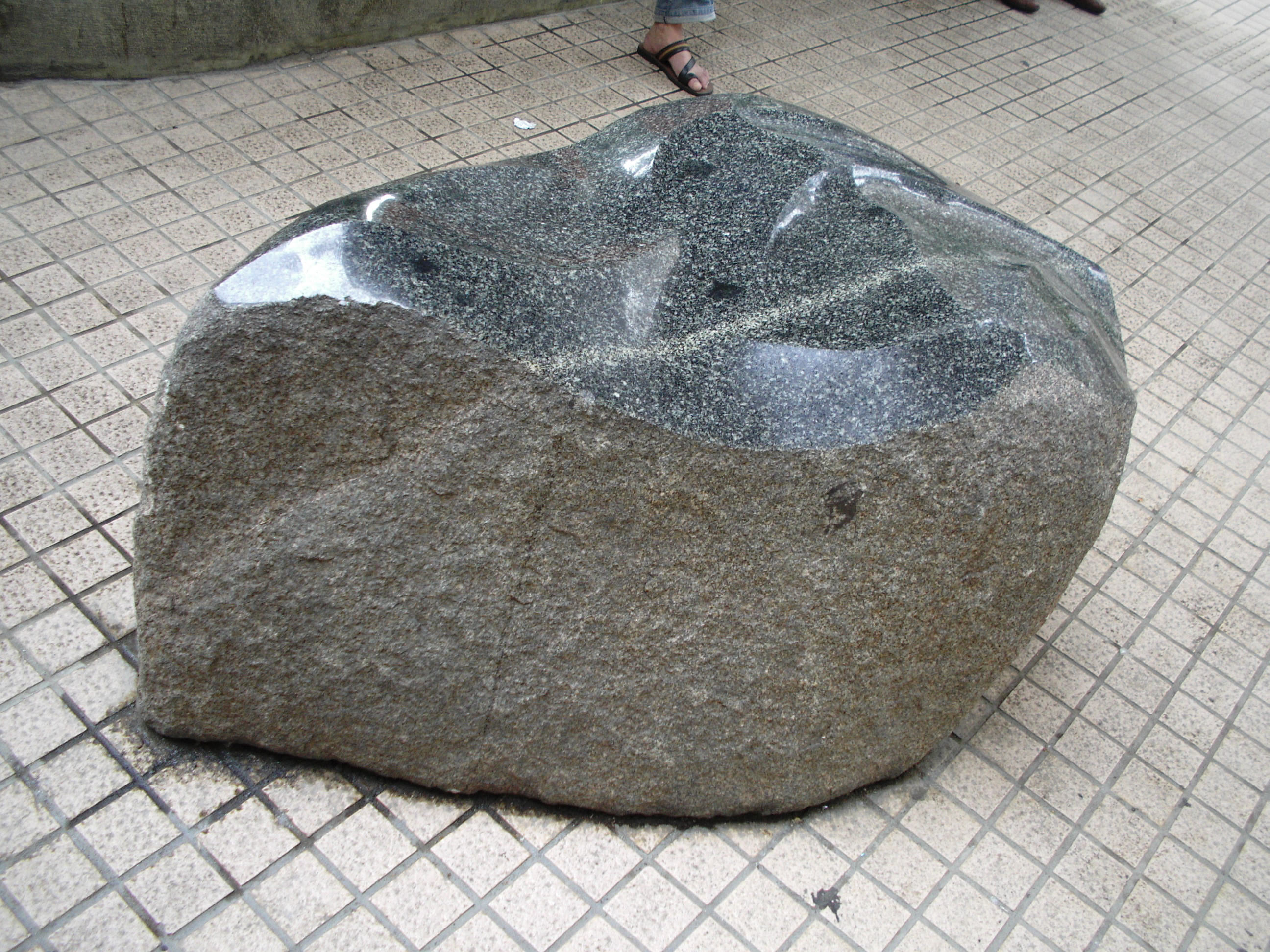
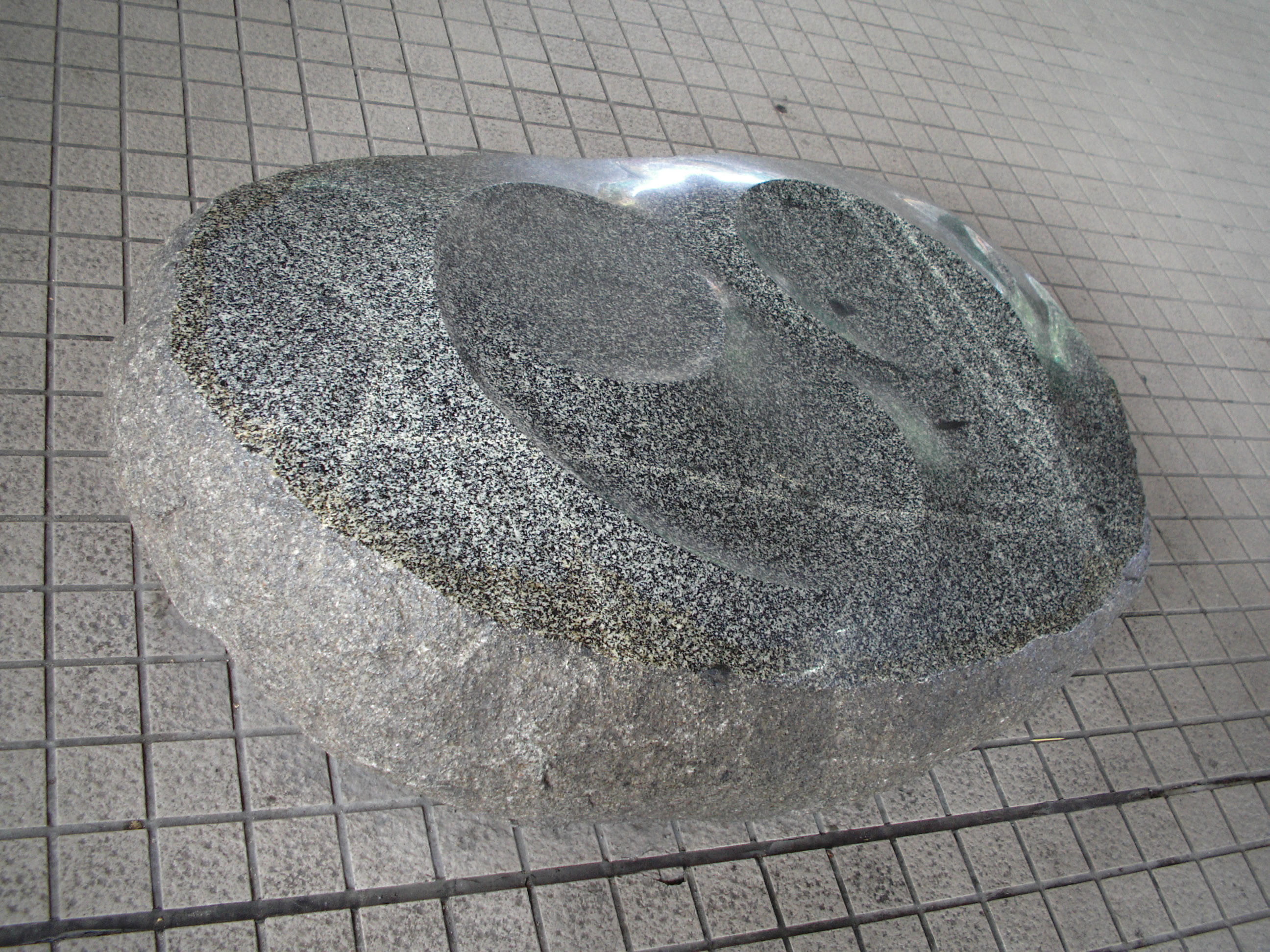

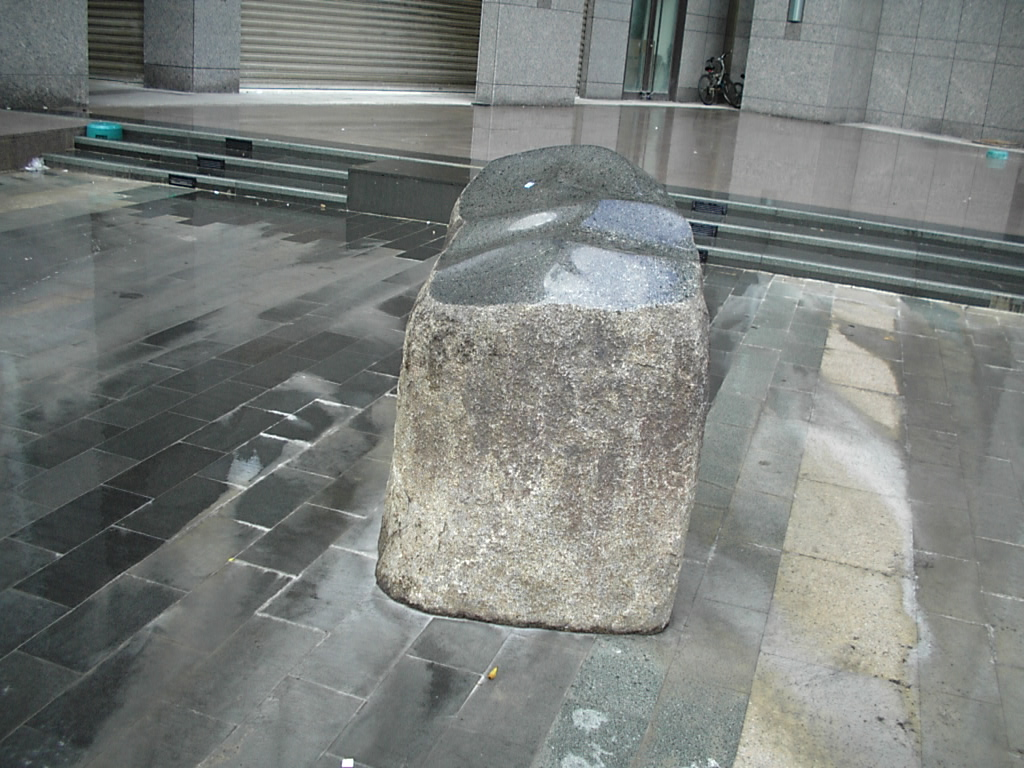
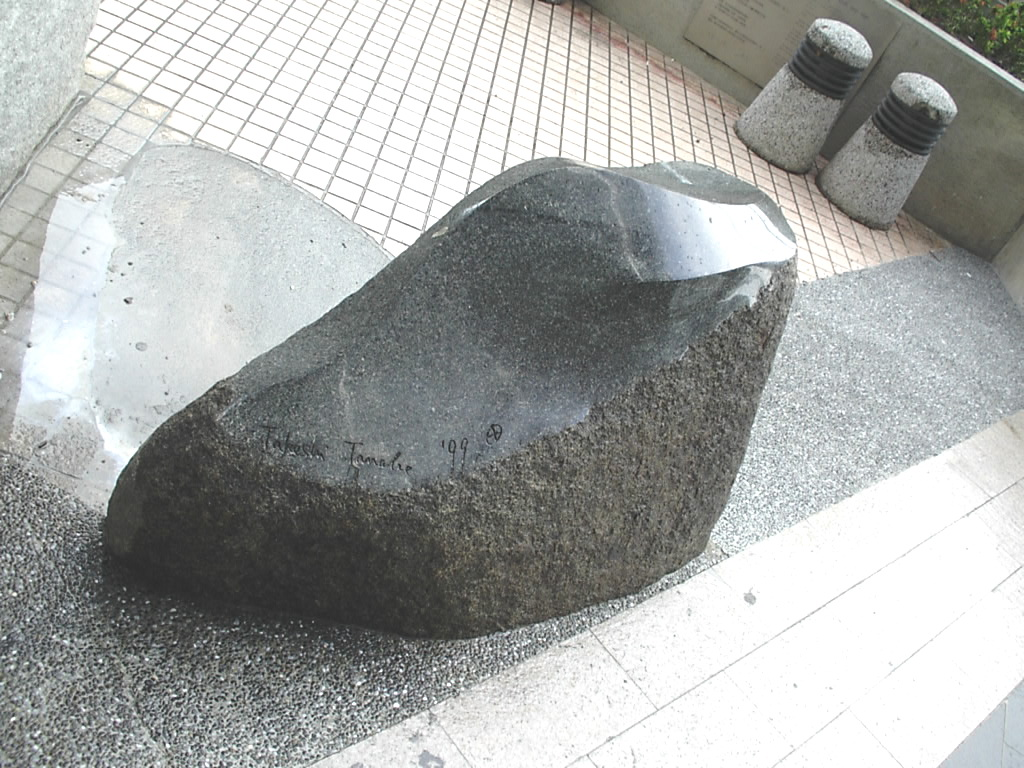
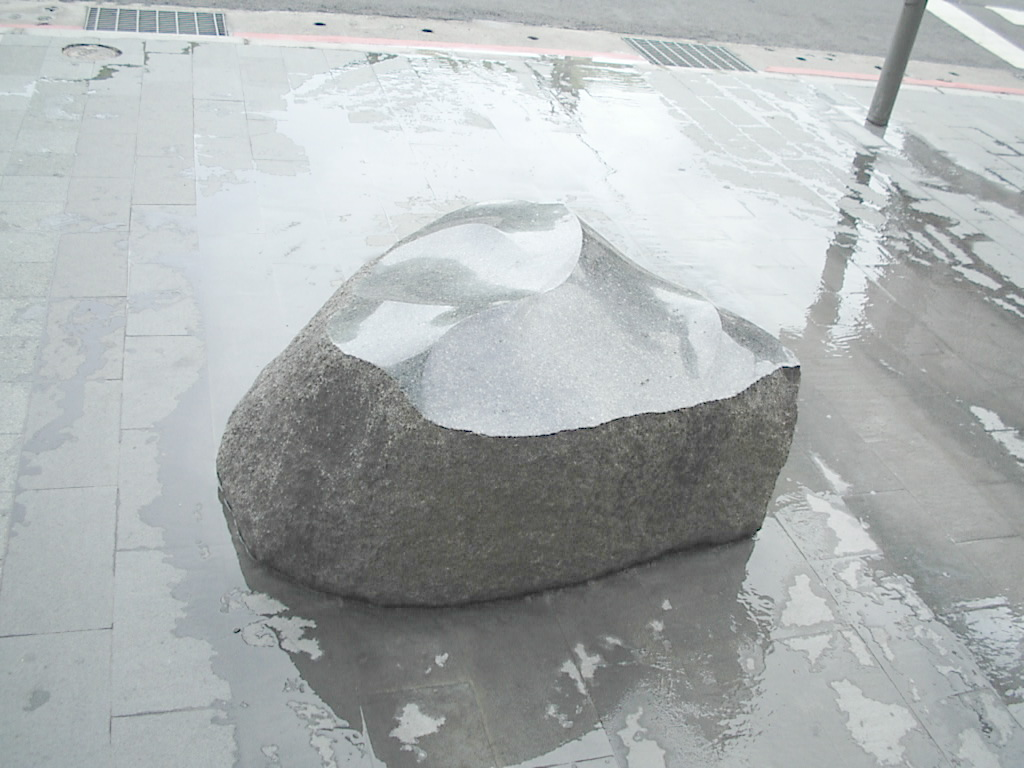
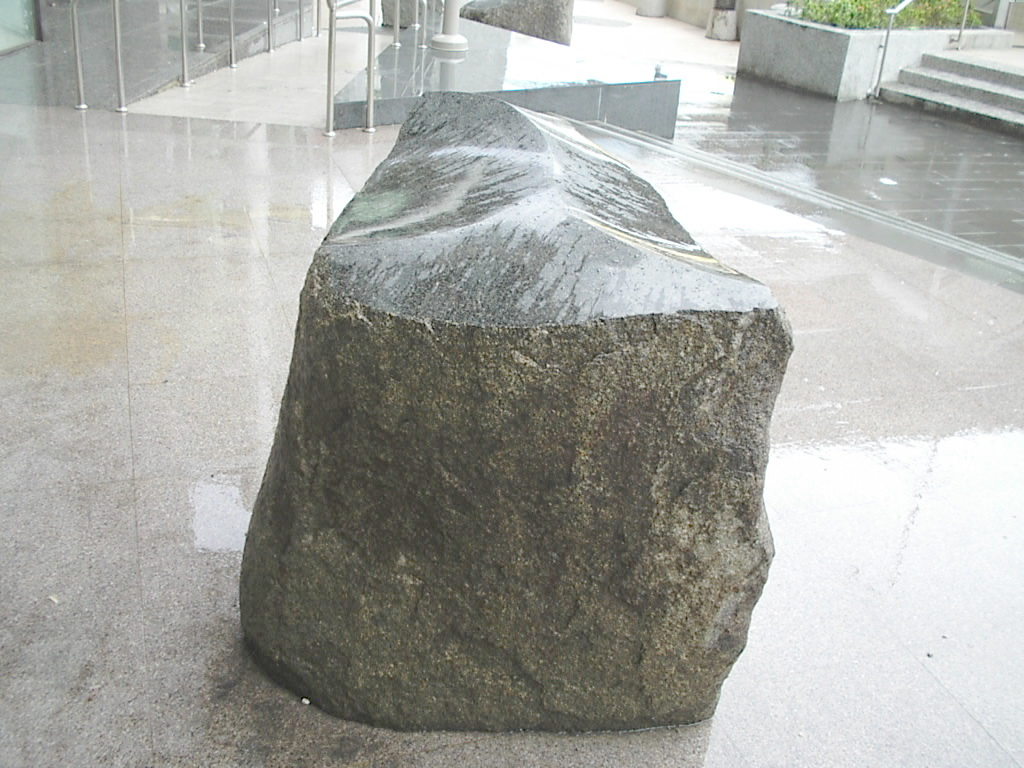

## 車站周邊
- 新店溪
- 碧潭風景區
- 碧潭吊橋
- 和美山步道
- 新店老街（新店路）
- 新店慈玄寺
- 廣明寺
- 新店地區農會
- 碧潭大橋
- 福爾摩沙高速公路碧潭橋
- 能仁家商
- 新店國小
- 新北市公共自行車租賃系統 捷運新店站
- 竹林禪寺
- 文山國中
- 長興宮

## 公車資訊
依照站牌的設置位置不同，鄰近新店站的公車站牌分別使用捷運新店站(新店路)、捷運新店站(北新路)、新店或碧潭為名。

### 市區公車
| 編號                 | 經營業者 | 區間                     | 備註                                                                                  | 路線圖 |
| -------------------- | -------- | ------------------------ | ------------------------------------------------------------------------------------- | ------ |
| 8                    | 台北客運 | 捷運新店站－捷運景安站   | 屬於新北市區公車。 僅停靠 捷運新店站(新店路)站牌                                      |        |
| 松江新生幹線         | 新店客運 | 青潭－復興北村           | 原642，返程行經民權東路。 停靠 捷運新店站(北新路)、碧潭站牌                           |        |
| 644                  | 新店客運 | 青潭－博愛路             | 停靠 捷運新店站(北新路)、碧潭站牌                                                     |        |
| 647                  | 新店客運 | 大崎腳－捷運市政府站     | 停靠 碧潭、新店站牌                                                                   |        |
| 基隆路幹線           | 新店客運 | 大崎腳－捷運市政府站     | 原650，停靠 捷運新店站(北新路)、碧潭站牌                                              |        |
| 779                  | 台北客運 | 三峽－新店               | 回程經過此站。 屬於新北市區公車。 僅停靠 捷運新店站(新店路)站牌                       |        |
| 839                  | 大南汽車 | 達觀社區－捷運新店站     | 屬於新北市區公車。 僅停靠 捷運新店站(新店路)站牌                                      |        |
| 849                  | 新店客運 | 烏來－台北車站           | 三段收費。 屬於新北市區公車。 停靠 捷運新店站(北新路)、碧潭站牌                       |        |
| 849屈尺社區          | 新店客運 | 烏來－台北車站           | 三段收費。 屬於新北市區公車。 停靠 捷運新店站(北新路)、碧潭站牌                       |        |
| 923                  | 新店客運 | 坪林－捷運新店站         | 屬於新北市區公車。 僅停靠 捷運新店站(新店路)站牌                                      |        |
| 930                  | 新店客運 | 青潭－板橋區公所         | 屬於新北市區公車。 停靠 捷運新店站(北新路)、碧潭站牌                                  |        |
| 930延                | 新店客運 | 大崎腳－板橋區公所       | 屬於新北市區公車。 停靠 捷運新店站(北新路)、碧潭站牌                                  |        |
| 南環幹線             | 台北客運 | 新店－台北市政府         | 原綠1 部分班次延駛新店區安康路。 僅停靠 捷運新店站(新店路)站牌                        |        |
| 綠3                  | 新店客運 | 花園新城－中和           | 屬於新北市區公車。 停靠 新店、碧潭站牌                                                |        |
| 綠5                  | 新店客運 | 大崎腳－大鵬華城         | 屬於新北市區公車。 停靠 捷運新店站(北新路)、碧潭站牌                                  |        |
| 綠6                  | 新店客運 | 美之城－中和             | 屬於新北市區公車。 僅停靠 捷運新店站(新店路)站牌                                      |        |
| 綠12                 | 新店客運 | 坪林－捷運新店站         | 屬於新北市區公車。 僅停靠 捷運新店站(新店路)站牌                                      |        |
| 綠13                 | 新店客運 | 青潭－公館               | 屬於新北市區公車。 停靠 捷運新店站(北新路)、碧潭站牌                                  |        |
| 棕7                  | 台北客運 | 新店－台北市政府         | 屬於新北市區公車。 部分班次延駛新店區安康路、綠野香坡。 僅停靠 捷運新店站(新店路)站牌 |        |
| 跳蛙公車             | 中興巴士 | 新店－汐止               | 屬於新北市區公車。 僅停靠 捷運新店站(新店路)站牌                                      |        |
| 新巴士直潭線         | 欣欣客運 | 下石厝路－捷運新店站     | 屬於新北市區公車。僅停靠′′′捷運新店站(新店路)′′′站牌                                  |        |
| 新巴士龜山線         | 欣欣客運 | 大桶山－捷運七張站       | 屬於新北市區公車。僅停靠′′′捷運新店站(新店路)′′′站牌                                  |        |
| 新巴士廣興線         | 大南汽車 | 平廣休閒農場－捷運七張站 | 屬於新北市區公車。僅停靠″捷運新店站(新店路)″站牌                                      |        |
| 新巴士塗潭線（平日） | 大南汽車 | 紅瓦厝－捷運新店站       | 屬於新北市區公車。僅停靠″捷運新店站(新店路)″站牌                                      |        |
| 新巴士塗潭線（假日） | 大南汽車 | 捷運新店站－獅子頭山     | 屬於新北市區公車。僅停靠″捷運新店站(新店路)″站牌                                      |        |
| 新巴士屈尺線         | 大南汽車 | 雙溪口－捷運七張站       | 屬於新北市區公車。僅停靠＂捷運新店站(新店路)＂站牌                                    |        |
| 直潭社區接駁車       | 大洋通運 | 直潭社區－捷運新店站     | 屬於新北市區公車。僅停靠＂捷運新店站(新店路)＂站牌                                    |        |
| 烏來新店專車         | 新店客運 | 烏來－捷運新店站         | 屬於新北市政府核准營運之付費專車，行駛路徑同849。僅停靠＂捷運新店站(新店路)＂站牌     |        |

### 國道客運
上下車站點使用捷運新店站(新店路)作為站牌名
| 經營業者 | 編號 | 營運路線或用途                   | 備註 | 路線圖 |
| -------- | ---- | -------------------------------- | --- | ------ |
| 國光客運 | 1551 | 基隆－松山車站－新店             | 行駛中山高、台9線 經內湖(舊宗路)、松山車站、臺北世貿(基隆路)、捷運六張犁站、國立臺灣科技大學站、捷運萬隆站、捷運景美站、捷運大坪林站、捷運七張站、捷運新店區公所站，捷運新店站。 可使用悠遊卡、一卡通等電子車票支付車資 |        |
| 大有巴士 | 1968 | 新店－三峽(恩主公醫院)－桃園機場 | 行駛台9線、市道106號、北二高、國道二號 經捷運新店站、捷運新店區公所站、捷運七張站、捷運大坪林站、捷運景安站、三峽(恩主公醫院)、桃園國際機場。 部分班次不行經三峽                                                        |        |

## 腳註

### 來源資料
1. ↑   (新闻稿). 台北捷運. 2016-04-11  [2016-04-11]. （原始内容存档于2016-04-11） （中文（臺灣））.
2. ↑  新店線路線說明 （页面存档备份，存于）臺北市政府捷運工程局
3. 1 2  . 臺北大眾捷運股份有限公司. 2021-01-15.
4. 1 2  鐵道省. . 國立國會圖書館. 1937年12月: 頁538  [2021-03-13]. （原始内容存档于2020-01-30）.（日語）
5. 1 2 3  徐榮崇. . 臺北市文獻委員會. 2015年12月  [2020-01-04]. ISBN 9789860469875. （原始内容存档于2020-12-07）.
6. ↑  . 蘋果日報. 2003-11-24  [2020-12-27]. （原始内容存档于2021-01-12） （中文（臺灣））.
7. ↑  捷運新店站灌進豪雨 路人差點被吹飛 （页面存档备份，存于）自由時報，2016-09-14
8. ↑  風真的好大 捷運新店站天花板也被吹垮了 （页面存档备份，存于）自由時報，2016-09-28
9. ↑  . 臺北市交通統計資料庫查詢系統. 2019-04-10  [2019-05-05]. （原始内容存档于2019-07-13）.
10. ↑  天、地、人 （页面存档备份，存于）.臺北市政府捷運工程局-新店線.108-11-18

## 外部連結
- 臺北大眾捷運股份有限公司 （页面存档备份，存于）
- 臺北市政府捷運工程局 （页面存档备份，存于）
- 新店站位置圖（台北捷運公司） （页面存档备份，存于）
- 新店站車站剖面相關位置圖（台北捷運公司） （页面存档备份，存于）
- 販賣店現況 （页面存档备份，存于）